# 金承鈺
金 承鈺（キム・スンオク、1941年12月23日 - ）は、韓国の小説家、脚本家。4・19世代作家、またはハングル世代作家と称され、1960年代から1970年代に活動した。

## 略歴
金は1941年12月23日、大阪に生まれる。父は東京の留学生で、母は漢医の娘。1945年6月、戦局から日本の敗戦を悟った金ら家族は朝鮮に帰国し全羅南道順天に住む。金は日本で育ったため、順天に移住したての頃は日本語しか知らず、朝鮮の学校ではたいへんな苦労をした。父は麗水・順天事件後に行方不明になり、金は父の記憶がほとんどない。順天高等学校を経て1960年、ソウル大学校仏文科に入学する。1960年は四月革命（4・19革命）が起こった年であり、この時代に青春時代を送った者を総じて4・19世代と呼ぶが、金は4・19世代の代表的な作家となっていく。
金が文壇にデビューするのはソウル大学在学中の1962年、「生命演習」が『韓国日報』新春文芸に当選してからだ。金は同じ年に同人誌『散文時代』を作り、李清俊、朴泰洵、キム・ヒョン、崔夏林等と文学修業を共にしている。また『ソウル経済新聞』にアルバイトとして漫画を連載執筆している。『散文時代』の同人以外にも大学時代には、金光圭、金柱演、廉武雄、金芝河等、その後文人として活動することになる人物と多く接触し、親交を深めた。1964年、大学4年のときに上梓した『霧津紀行』が人気を博し、金はカリスマ的な存在として文壇を賑わした。1965年には「서울, 1964년 겨울 （ソウル、1964年冬）」で早くも韓国文壇の権威的文学賞である東仁文学賞を受賞する。
金の小説は大きく二つの時期に分けることができる。初期の作品は社会の規範からはみ出した人物の生きる価値を見出そうとする過程に焦点を置いたが、徐々に社会規範を認めそれにあがなえなくなり、後期に至っては社会規範の中でさ迷う幻滅と虚無感に辿り着く。
すでに1960年代から脚本の執筆も手掛けている。自身の「무진기행 （霧津紀行）」の映画化作品「안개 （霧）」で脚本を担当した。他作家でも金東仁の「감자  （甘薯）」を脚本化し監督も務める。当作品は興行的に成功しなかったが、李御寧の「장군의 수염 （将軍の髭）」、金芝娟の「내일은 진실 （明日は真実）」、趙善作の「영자의 전성시대 （ヨンジャの全盛時代）」、趙海一の「겨울여자 （冬の女）」等ベストセラーの映画化によって脚本家としても成功を収めた。また金芝河解放運動にも参加している。後年は世宗大学校国語国文科教授や韓国公演倫理委員会委員を務めた。

## 年譜
- 1941年12月23日、大阪に生まれる。
- 1945年、帰国。
- 1948年、順天南初等学校に入学する。（その後、何度か転学する）
- 1954年、順天中学校に入学する。
- 1957年、順天高等学校に入学する。
- 1960年、ソウル大学校仏文科に入学する。
- 1965年、第10回東仁文学賞を受賞する。
- 1968年、大鐘賞脚本賞を受賞する。
- 1977年、第1回李箱文学賞を受賞する。

## 日本語訳
- 古山高麗雄編「ソウル一九六四年冬」『韓国現代文学13人集』 新潮社、1981年
- 安宇植訳「秋の死」『韓国現代短編小説』 新潮社、1985年
- 長璋吉訳「霧津紀行」『韓国短篇小説選』 岩波書店、1988年
- 青柳優子訳『ソウル1964年 冬 ―金承鈺短編集―』 三一書房、2015年
- 青柳優子訳『生きるということ ―金承鈺作品集―』三一書房、2021年

## 代表作品
- 1962年、생명연습
- 1964年、역사
- 1964年、무진기행（霧津紀行）
- 1965年、서울, 1964년 겨울（ソウル一九六四年冬）
- 1966年、염소는 힘이 세다
- 1967年、내가 훔친 여름
- 1968年、육십년대식
- 1973年、강변부인
- 1977年、서울의 달빛 0장
- 1979年、우리들의 낮은 울타리